# Turmhügel Bach
Der Turmhügel Bach ist eine abgegangene Turmhügelburg (Motte) an der Staatsstraße 2398 etwa 900 m nordöstlich von Bach, einem Gemeindeteil der oberpfälzischen Gemeinde Dieterskirchen im Landkreis Schwandorf. Die Anlage wird als Bodendenkmal unter der Aktennummer D-3-6540-0040 als „mittelalterlicher Turmhügel“ geführt.

## Beschreibung
Der Turmhügel liegt auf dem Schlossberg nordöstlich des Ascha-Tals am Zankenbach. Der runde Burgplatz hat einen Durchmesser von 45 m und  ist heute modern überbaut.